# Episodi di Pose (prima stagione)
La prima stagione della serie televisiva Pose, composta da 8 episodi, è stata trasmessa negli Stati Uniti su FX dal 3 giugno al 22 luglio 2018.
In Italia la stagione è stata interamente distribuita su Netflix il 31 gennaio 2019.
| nº | Titolo originale     | Titolo italiano        | Prima TV USA   | Pubblicazione Italia |
| -- | -------------------- | ---------------------- | -------------- | -------------------- |
| 1  | Pilot                | Pilota                 | 3 giugno 2018  | 31 gennaio 2019      |
| 2  | Access               | Accesso                | 10 giugno 2018 | 31 gennaio 2019      |
| 3  | Giving and Receiving | Dare e ricevere        | 17 giugno 2018 | 31 gennaio 2019      |
| 4  | The Fever            | La febbre              | 24 giugno 2018 | 31 gennaio 2019      |
| 5  | Mother's Day         | Festa della mamma      | 1 luglio 2018  | 31 gennaio 2019      |
| 6  | Love Is the Message  | Il messaggio è l'amore | 8 luglio 2018  | 31 gennaio 2019      |
| 7  | Pink Slip            | Benservito             | 15 luglio 2018 | 31 gennaio 2019      |
| 8  | Mother of The Year   | Madre dell'anno        | 22 luglio 2018 | 31 gennaio 2019      |

## Pilota
- Titolo originale: Pilot
- Diretto da: Ryan Murphy[4]
- Scritto da: Ryan Murphy, Brad Falchuk e Steven Canals

### Trama
Nel 1987 a New York, Blanca Rodriguez persegue il suo sogno di diventare madre di casa dopo aver ricevuto una diagnosi medica devastante. Subito dopo aver lasciato la casa Abudance trova il primo componente della sua nuova famiglia, Damon Richards, un ragazzo cacciato di casa dai suoi genitori perché omosessuale. Accanto ai membri della neonata House of Evangelista, Blanca compete nella scena House Ballroom contro la sua ex madre e recente rivale, Elektra Abundance. Nel frattempo, Damon insegue il suo sogno di entrare in una compagnia di danza. Angel, una donna trans che si prostituisce al molo conosce Stan Bowes, un imprenditore sposato che lavora presso la Trump Tower. 
- Ascolti USA: telespettatori 0.688 milioni[5]

## Accesso
- Titolo originale: Access
- Diretto da Ryan Murphy
- Scritto da: Ryan Murphy, Brad Falchuk e Steven Canals

### Trama
A Blanca viene negato l'accesso in un bar gay popolare che conduce a una faida intenzionale. Nel frattempo, l'inesperto Damon impara la verità sull'amore e sul sesso quando gli viene chiesto un appuntamento.
- Ascolti USA: telespettatori 0.548 milioni[6]

## Dare e ricevere
- Titolo originale: Giving and Receiving
- Diretto da: Nelson Cragg
- Scritto da: Janet Mock e Our Lady J

### Trama
La House of Evangelista celebra le vacanze natalizie e si prepara per lo Snow Ball nonostante la mancanza di spirito natalizio di Angel. Elektra prevede di sottoporsi a una procedura medica affermativa.
- Ascolti USA: telespettatori 0.561 milioni[7]

## La febbre
- Titolo originale: The Fever
- Diretto da: Gwyneth Horder-Payton
- Scritto da: Janet Mock

### Trama
Le insicurezze di Candy riguardo al suo aspetto sono accentuate quando viene criticata ad una ball. Blanca si preoccupa quando Damon e il suo fidanzato attuale Ricky, vengono sottoposti ad un esame per accertare la negatività all'AIDS.
- Ascolti USA: telespettatori 0.719 milioni[8]

## Festa della mamma
- Titolo originale: Mother's Day
- Diretto da: Silas Howard
- Scritto da: Steven Canals

### Trama
Dopo la morte inaspettata della madre di Blanca, quest'ultima si trova costretta a riconnettersi con i suoi fratelli estranei.
- Ascolti USA: telespettatori 0.582 milioni[9]

## Il messaggio è l'amore
- Titolo originale: Love Is the Message
- Diretto da: Janet Mock
- Scritto da: Ryan Murphy e Janet Mock

### Trama
Pray Tell organizza un cabaret per il reparto AIDS in un ospedale locale.
- Ascolti USA: telespettatori 0.594 milioni[10]

## Benservito
- Titolo originale: Pink Slip
- Diretto da: Tina Mabry
- Scritto da: Steven Canals e Our Lady J

### Trama
Blanca scopre che un componente della sua casa, Lil Papi, spaccia droga, portandolo a lasciare la House of Evangelista per sempre. Nel frattempo, Elektra ripensa ai suoi mezzi di sopravvivenza quando la House of Abundance viene sfrattata dal loro appartamento.
- Ascolti USA: telespettatori 0.689 milioni[11]

## Madre dell'anno
- Titolo originale: Mother of the Year
- Diretto da: Gwyneth Horder-Payton
- Scritto da: Ryan Murphy, Brad Falchuk e Steven Canals

### Trama
Lo scontro finale si svolge al Princess Ball, quando si decide la battaglia tra la House of Evangelista contro la House of Ferocity e Mother of the Year.
- Ascolti USA: telespettatori 0.781 milioni[12]